# Uscana spermophagi
Uscana spermophagi är en stekelart som beskrevs av Gennaro Viggiani 1979. Uscana spermophagi ingår i släktet Uscana och familjen hårstrimsteklar.
Artens utbredningsområde är Italien. Inga underarter finns listade i Catalogue of Life.